# Mailand–Sanremo 1985
Mailand–Sanremo 1985 war die 76. Austragung von Mailand–Sanremo, eines eintägigen Straßenradrennens. Es wurde am 16. März 1985 über eine Distanz von 294 km ausgetragen.
Das Rennen wurde von Hennie Kuiper vor Teun van Vliet und Silvano Riccò gewonnen.

## Teilnehmende Mannschaften
| Verandalux-Dries Dromedario-Laminox-Fibok Panasonic-Raleigh Supermercati Brianzoli–Wilier Peugeot-Shell Skil-Sem-Kas-Miko | Atala-Campagnolo La Vie claire-Radar Safir-Van de Ven Fagor Ariostea-Oece Carrera-Inoxpran | Lotto Malvor-Bottecchia Kwantum Hallen-Yoko Hitachi-Splendor Zor-Gemeaz Cusin Sammontana-Bianchi | Santini-Krups-Conti-Galli Gis Gelati-Trentino Vacanze-Intrepido Alpilatte-Olmo-Cierre Murella-Rossin Nikon-Van Schilt-Elro Snacks Skala-Gazelle | Teka Reynolds Vini Ricordi-Pinarello-Sidermec Del Tongo-Colnago La Redoute-Cycles MBK Linea MD Italia-Maggi Mobili | 7 Eleven-Hoonved |

## Ergebnis
| Rang | Fahrer             | Team                          | Zeit       |
| ---- | ------------------ | ----------------------------- | ---------- |
| 1    | Hennie Kuiper      | Verandalux-Dries              | 7h 36' 34" |
| 2    | Teun van Vliet     | Verandalux-Dries              | + 8"       |
| 3    | Silvano Riccò      | Dromedario-Laminox-Fibok      | + 8"       |
| 4    | Eric Vanderaerden  | Panasonic                     | + 11"      |
| 5    | Giovanni Mantovani | Supermercati Brianzoli-Wilier | + 11"      |
| 6    | Francis Castaing   | Peugeot                       | + 11"      |
| 7    | Sean Kelly         | Skil-Reydel-Sem-Mavic         | + 11"      |
| 8    | Urs Freuler        | Atala-Campagnolo              | + 11"      |
| 9    | Steve Bauer        | La Vie Claire-Radar           | + 11"      |
| 10   | Etienne De Wilde   | Safir-Van de Ven              | + 11"      |